# Грошовый аукцион
Грошовый аукцион — коллективное действие, предпринимаемое во время аукциона имущества, изъятого за неуплату кредита или ипотеки, для принуждения к его продаже по низкой цене с намерением затем вернуть имущество его предыдущему владельцу. Этот процесс, обычно реализуемый комбинацией запугивания, угроз и физической силы, позволяет эффективно обойти взыскание за право выкупа, вынуждая кредитора отказаться от собственности без возможности вернуть остаток по ссуде.
Термин возник во время отчуждения ферм во время Великой депрессии в США: соседи собирались в большом количестве на аукционе и делали ставки всего в несколько центов, запугивая при этом любого, кто пытался торговать на конкурсной основе. В конце концов, банк, которому принадлежала ферма, получал не больше предложенной смехотворной суммы, а соседи возвращали ферму и её содержимое фермеру.